# Magneśnica
Magneśnica – część składowa maszyny elektrycznej (silnika elektrycznego lub prądnicy), w której wytwarzany jest strumień magnetyczny.
W magneśnicy znajduje się uzwojenie wzbudzenia albo magnesy trwałe.